# Hubert Meyer (Waffen-SS)
Pour les articles homonymes, voir Hubert Meyer (homonymie) et Meyer.
Hubert Meyer (5 décembre 1913 - 16 novembre 2012) était commandant allemand de la Waffen-SS pendant la Seconde Guerre mondiale.

## Carrière
Né à Berlin le 5 décembre 1913, il rejoint la SS en 1933 et est affecté dans la 1re division blindée SS Leibstandarte SS Adolf Hitler, en Bavière. En 1937, comme SS-Untersturmführer (sous-lieutenant), Meyer reçoit le commandement d'un peloton au sein de la 10e Kompanie SS Leibstandarte SS Adolf Hitler.
Lors de la Seconde Guerre mondiale, il participe à l'invasion de la Pologne où il est décoré de la Croix de Fer de seconde classe en novembre 1939. Il participe également à l'invasion des Pays-Bas et de la France. Après la chute de la France Meyer devient le commandant de la 10e Kompanie et est promu SS-Hauptsturmführer (capitaine) en novembre 1940. Lors de la campagne des Balkans, il obtient la Croix de Fer de première classe.
Dans les premières semaines de l'opération Barbarossa, Meyer participe à l'avance de la LSSAH sur Kiev. Durant cette période les hommes de Meyer sont pris en chasse par un détachement de tireurs d'élite ennemis bien cachés et Meyer est grièvement blessé. Guéri, il retourne sur le champ de bataille, toujours dans la Leibstandarte, où il resta jusqu'à début 1943. Le 14 février 1943, Meyer prend le commandement du 3e SS Panzer-Grenadier-Regiment 1 qui participe à la troisième bataille de Kharkov. Le 9 mars, il est de nouveau blessé, cette fois par les éclats de grenade lorsqu'il menait une contre-attaque au sud de Kharkov. Au cours de cette action, il est décoré de la Croix allemande en or le 6 mai 1943.
Après la capture du commandant divisionnaire Kurt Meyer le 6 septembre 1944, il prend le commandement de la nouvelle 12e Panzerdivision SS Hitlerjugend (jeunesses hitlériennes) avec le grade de SS-Brigadeführer. Il cède son commandement le 24 octobre 1944 au SS-Brigadeführer Fritz Kraemer, mais reste avec la division pour le reste de la guerre et se rend aux Américains, le 8 mai 1945.
À partir des années 1950, il est un membre actif dans l'association des anciens combattants de la Waffen-SS HIAG, fondé en 1951 en Allemagne de l'Ouest. Il devient l'historien officiel de la 12e SS Panzer Division Hitlerjugend. Il a écrit deux ouvrages révisionnistes sur la division SS Hitlerjugend. Le multi-volumes en langue allemande sur l'histoire de sa division, intitulée Kriegsgeschichte der 12. Panzerdivision SS-Hitlerjugend, a été publié en 1982 et réimprimé en 1996. Le livre a également été traduit de l'anglais et publié en 1994 sous le titre 12.SS-Panzerdivision Hitlerjugend par J.J. Fedorowicz Publishing (en), puis réimprimé en deux volumes par Stackpole Books (en) en 2005 sous le titre The 12th SS: The History of the Hitler Youth Panzer Division. Meyer était le dernier président du groupe HIAG avant sa dissolution en 1992.
En septembre 2011, il est l'un des derniers officier SS écrivain encore en vie, au même titre que Bernhard Frank (en). Il meurt l'année d'après.